# Dublany (Białoruś)
Dublany (biał. Дубляны; ros. Дубляны) – wieś na Białorusi, w obwodzie grodzieńskim, w rejonie mostowskim, w sielsowiecie Gudziewicze.
W dwudziestoleciu międzywojennym leżały w Polsce, w województwie białostockim, w powiecie grodzieńskim, w gminie Gudziewicze.
Według Powszechnego Spisu Ludności z 1921 roku wieś zamieszkiwało 121 osób, 61 było wyznania rzymskokatolickiego, 55 prawosławnego a 5 mojżeszowego. Jednocześnie 85 mieszkańców zadeklarowało polską przynależność narodową a 36 białoruską. Było tu 21 budynków mieszkalnych.
Miejscowość należała do parafii rzymskokatolickiej w Wielkich Ejsymontach i parafii prawosławnej w Gudziewiczach.
Podlegała pod Sąd Grodzki w Indurze i Okręgowy w Grodnie; właściwy urząd pocztowy mieścił się w Gudziewiczach.